# Batalha de Fésulas (225 a.C.)
A Batalha de Fésulas (em latim: Faesulae) foi travada em 225 a.C. entre a República Romana e um grupo de gauleses que viviam no norte da Itália. Os gauleses derrotaram os romanos, mas, no mesmo ano, foram derrotados decisivamente na Batalha de Telamão.

## História
Roma esteve em paz com as tribos da Gália Cisalpina (a planície Padana, no norte da Itália) por muitos anos. De fato, quando uma força de gauleses transalpinos atravessaram os Alpes e invadiram a Itália, em 230 a.C., os próprios boios, gauleses cisalpinos, os repeliram. Os romanos até chegaram a enviar um exército, mas ele não foi utilizado. Porém, quando os romanos dividiram e distribuíram o antigo território de Piceno (veja Campo Gálico), em 234 a.C., um grande ressentimento surgiu entre os povos vizinhos, os boios e os ínsubres.
Em 225 a.C., os boios e ínsubres pagaram uma grande quantidade de dinheiro para contratar os gesetas, da Gália Transalpina, liderados por Aneroëstes e Concolitano, para lutar com eles contra Roma. Os romanos, alarmados com a mobilização, fizeram um tratado com o general cartaginês Asdrúbal, o Belo, que concedeu aos cartagineses controle irrestrito sobre a Hispânia para pudessem se concentrar na ameça gaulesa. 50 000 soldados e 25 000 cavaleiros celtas atravessaram os Alpes para ajudar os gauleses cisalpinos. 
Setenta mil samnitas, etruscos, úmbrios, campânios e romanos se juntaram para enfrentar o inimigo comum os ameaçava pelo norte. A grosso modo, um quarto desta enorme força foi convocada para servir ativamente enquanto o resto foi empregado para guarnecer as diversas cidades italianas ou como forças de reserva. Um dos cônsules daquele ano, Caio Atílio Régulo, que estava lutando na Sardenha, recebeu ordens de retornar imediatamente. O outro cônsul, Lúcio Emílio Papo, conduzido um exército consular completo, se posicionou perto de Arímino para guardar a rota oriental pela costa do Adriático. Outro exército, composto por sabinos e etruscos, e comandado por um pretor de nome desconhecido avançou pela Etrúria e foi lá que o combate ocorreu. Os gauleses, desejando evitar o combate com Emílio, marcharam rapidamente pelos passos dos Apeninos e, entrando na Etrúria, chegando sem encontrar oposição até Clúsio, queimando e saqueando tudo pelo caminho. O pretor conseguiu interromper o avanço ali, mas que foi obrigado a recuar rapidamente quando percebeu que os gauleses haviam se posicionado entre ele e Roma. Numa noite, os gauleses, deixando a cavalaria e as fogueiras no acampamento acesas como disfarce, recuaram para a cidade de Fésulas e construíram obstáculos defensivos no caminho. Na manhã seguinte, a cavalaria os seguiu, à vista dos romanos, que, acreditando que o inimigo estava recuando, os perseguiu. Os gauleses, com a vantagem posicional, venceram uma dura batalha. Seis mil romanos morreram e o resto recuou para uma colina mais defensável. A força romana só foi salva da destruição completa pela chegada de Emílio Papo, que havia deixado sua posição em Arímino assim que soube que os gauleses marchavam para Roma.

## Localização
A não ser que tenha havido uma pequena cidade com o nome de Fésulas (Faesulae), que posteriormente deixou de existir, o local da Batalha de Fésulas é problemático: a distância entre Clúsio e Fésulas é de 125 quilômetros, uma distância grande demais para uma marcha de uma noite. Mas mesmo uma movimentação dos gauleses na direção de Fésulas (perto da moderna Florença) é improvável, pois os romanos estavam no caminho. É mais provável que eles tenham se movimentado pouco mais do que alguns quilômetros na direção de Telamão, onde armaram a emboscada para os romanos. [carece de fontes?]